# Funny River
Funny River è un Census-designated place (CDP) degli Stati Uniti d'America, situato nello Stato dell'Alaska e in particolare nel Borough della Penisola di Kenai.